# Steenkoolteer
Steenkoolteer of kortweg koolteer is een zwarte taaie vloeibare massa die hoofdzakelijk uit polycyclische aromatische koolwaterstoffen (PAK) bestaat. PAK is een verzamelnaam voor een grote groep verbindingen. PAK bestaan uit teerachtige stoffen die als basis een skelet van ten minste twee benzeenringen hebben. Meestal komen PAK met een aantal tegelijk voor. De meeste PAK zijn zeer milieubezwaarlijk doordat ze giftig, kankerverwekkend of slecht afbreekbaar zijn. PAK staan dan ook op nagenoeg alle (inter)nationale lijsten als prioritaire probleemstof voor aquatische systemen.
De stof is opgenomen in de lijst van essentiële geneesmiddelen van de WHO.

## Synthese
De stof wordt afgescheiden bij de zuivering van ruw lichtgas. Door middel van fractionele destillatie werden er vier fracties verkregen:
1. Tot 180 °C: lichte teerolie (benzeen)
2. 180-250 °C: midden- of carbololie (fenol en naftaleen)
3. 250-300 °C: zware teerolie (naftaleen)
4. 300-350 °C: antraceenolie (antraceen)

Het residu dat na de destillatie overbleef werd verkocht als pek of teerasfalt. Dit werd onder meer gebruikt om asfaltpapier van te maken en als bindmiddel bij het persen van briketten en eierkolen.

## Toepassingen

### Scheepvaart
Steenkoolteer werd toegepast bij het verduurzamen van ijzer, onderwaterbehandelingen, ondergrondse constructies in beton of staal, scheepshuiden, houten schuren, pramen en schuiten. Houten schuren werden oorspronkelijk behandeld met houtteer (stockholmerteer), maar later werd er overgeschakeld op koolteer, omdat dit goedkoper was. Omdat schippers een goede ervaring hadden bij het onderhoud van hun houten schepen is het gebruik doorgezet bij ijzeren schepen.
Het grote voordeel was de goede bescherming in combinatie met relatief weinig aangroei. Aangroei maakt de scheepshuid ruw en dat kost brandstof. Ondanks dat er in Nederland een verbod is op het toepassen van steenkoolteer varen er in de Nederlandse wateren nog wel schepen rond met koolteer op de huid. Dit komt omdat niet alle Europese landen een verbod kennen op koolteer en er in Nederland geen verbod is op het varen met PAK-houdende coatings. Zo is het onder andere in België nog steeds toegestaan koolteer te verhandelen en toe te passen. Er zijn schippers die hun wat oudere schip om die reden daar laten hellingen. Moderne coatings hechten slecht op oude koolteer en het is duur om de scheepshuid eerst te ontdoen van de oude teerlagen.

#### Uitfasering
Internationaal zijn afspraken gemaakt over het niet meer toepassen van koolteer in de binnenvaart. Landen hoeven zich niet te binden aan de aanbeveling. Alleen België heeft aangegeven de aanbeveling niet over te nemen, omdat de bron (coatings in de binnenvaart van België) niet als groot wordt aangemerkt. De Belgische vloot is kleiner dan die van Nederland of Duitsland. België wil eerst werken aan reductie van de grote industriële bronnen binnen haar grenzen en dan pas aan de kleinere. Andere landen hebben de aanbeveling wel overgenomen en, indien relevant, omgezet in nationale regelgeving.

### Medische toepassingen
Koolteer wordt ook toegepast in medicinale shampoo, antiseptische zeep en medicinale crèmes. Het heeft antischimmel, ontstekingremmende  en jeukonderdrukkende eigenschappen. Daarnaast is het werkzaam tegen verschillende parasieten. Het kan lokaal worden toegepast als middel tegen roos, psoriasis en ter bestrijding en voorkoming van hoofdluis. Het kan worden toegepast in combinatie met ultraviolet licht therapie.
De stof is opgenomen in de lijst van essentiële geneesmiddelen van de WHO: ondanks de negatieve eigenschappen ervan is het een effectief en veilig medicijn dat in elk gezondheidszorgsysteem toegepast zou moeten worden. Koolteer is in het algemeen vrij beschikbaar bij drogist en apotheek als generiek geneesmiddel.
Koolteer kan op twee manieren gebruikt worden:
- ruwe koolteer, bekend onder de Latijnse naam pix carbonis
- als koolteer-oplossing, bekend onder de Latijnse namen liquor picis carbonis ( LPC) of liquor carbonis detergens (LCD).[2][6][7] Koolteer wordt onder diverse merknamen in de handel gebracht. De standaard handelsoplossing bevat 20% koolteer in alcohol, die voor gebruik gemengd wordt met vaseline.

### Kleurstof
Sinds eind 19e eeuw wordt uit steenkoolteer patentblauw ontwikkeld, een kleurstof die het natuurlijke pigment indigo sindsdien geheel heeft verdrongen. In voedingsmiddelen mag de kleurstof E131 echter niet meer worden gebruikt vanwege de schadelijke componenten in koolteer.